# Huta-Iustînivka, Cervonoarmiisk
Huta-Iustînivka (în ucraineană Гута-Юстинівка) este un sat în comuna Novîi Zavod din raionul Cervonoarmiisk, regiunea Jîtomîr, Ucraina.

## Demografie
Componența lingvistică a localității Huta-Iustînivka
     Ucraineană (98,53%)
     Rusă (1,1%)
     Alte limbi (0,37%)
Conform recensământului din 2001, majoritatea populației localității Huta-Iustînivka era vorbitoare de ucraineană (98,53%), existând în minoritate și vorbitori de rusă (1,1%).